# Izraelské vojenské letectvo

Vlajka Izraelského vojenského letectva

Izraelské vojenské letectvo (hebrejsky: זרוע האויר והחלל‎, Zroa ha-avir ve-he-chalal, běžně známé jako: חיל האוויר‎ Chejl ha-avir, doslova „Vzdušné vojsko“; anglicky: Israeli Air Force, IAF) je letecká složka Izraelských obranných sil. Patří k nejlepším a nejefektivnějším leteckým armádám na světě. Založeno bylo zejména díky válečné pomoci z ČSR mezi lety 1947 a 1948, kdy byly v Československu vyškoleno 76 příslušníků letového a 69 pozemního personálu a do Izraele dodána necelá stovka strojů Avia S-199 a Spitfire S-89.
Navzdory pokročilému izraelskému leteckému průmyslu a moderním technologiím zemi chybí letadla vlastní výroby, země je tak závislá na svém hlavním spojenci - Spojených státech amerických. Velitelem izraelských vzdušných sil je generálmajor Tomer Bar.

## Historie

### Od vzniku po suezskou krizi

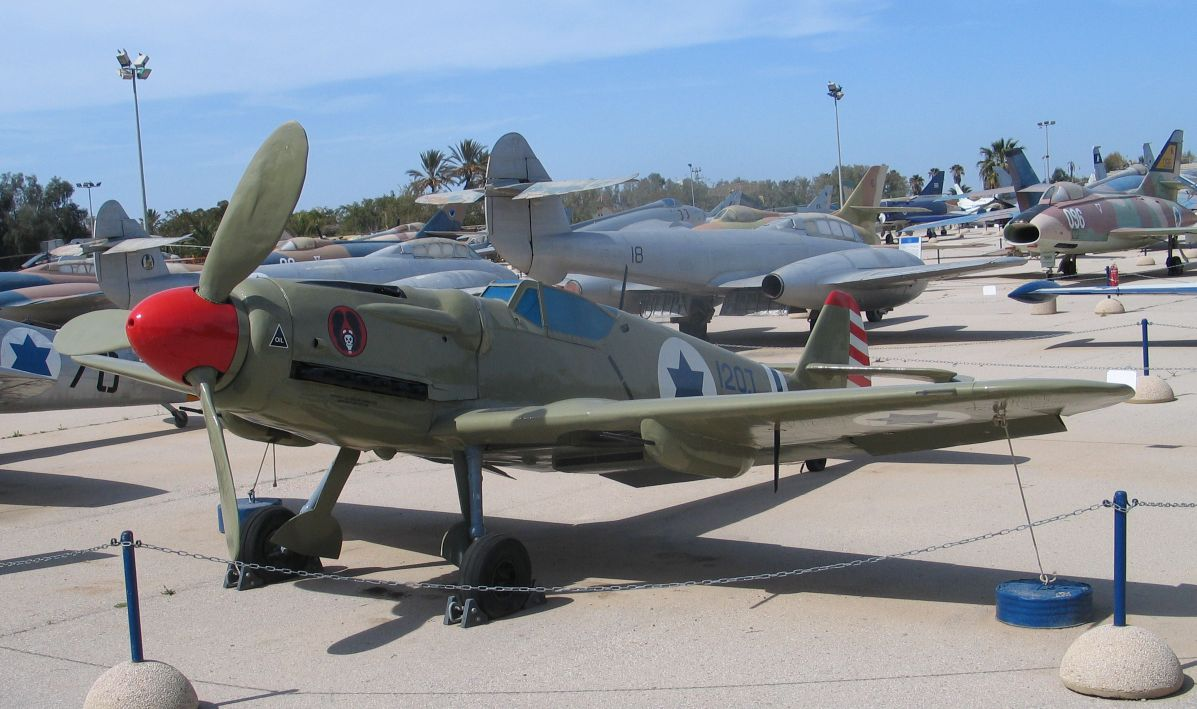
Avia S-199 „Sakin“

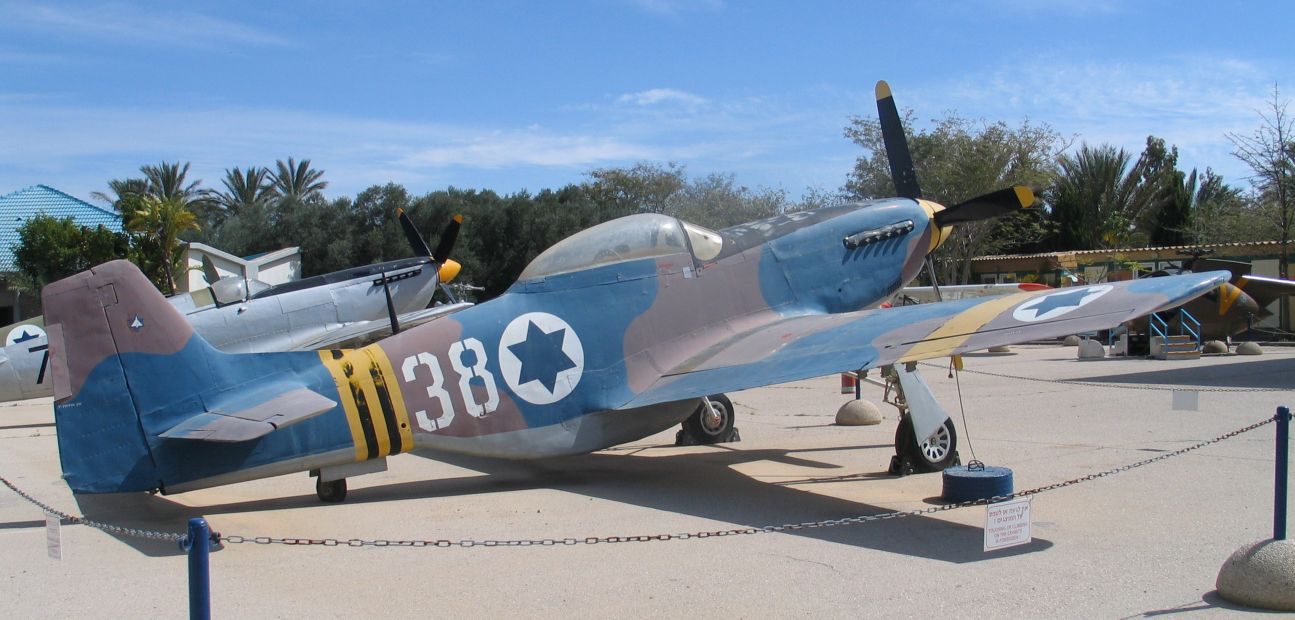
P-51D Mustang

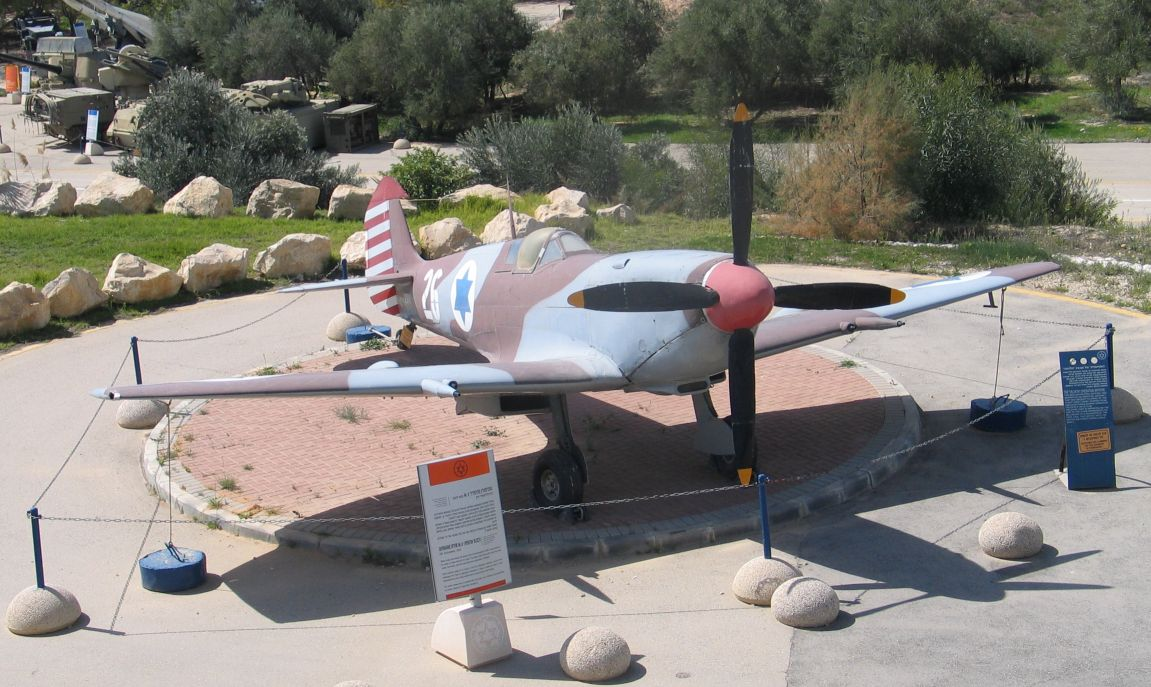
Supermarine Spitfire

Izraelské letectvo bylo založeno ihned po vyhlášení izraelské nezávislosti v roce 1948 a vypuknutí války s jeho arabskými sousedy. Předchůdcem Chejl ha-avir byl Šerut avir, což bylo letecké křídlo pozemní organizace Hagana. Vzhledem k embargu na dovoz zbraní bylo hlavním problémem při jeho vzniku získat jakoukoliv bojovou techniku. Zpočátku se proto skládalo především z různě získaných civilních dopravních letounů, dodatečně upravených pro bojové akce a až postupně byly získány druhoválečné vojenské letouny, sestavené například z vraků britských vojenských letounů, které byly v oblasti na vrakovištích (takto bylo získáno několik kusů letounů Supermarine Spitfire) či propašované do Izraele ze zahraničí. Z USA byl takto získán například jeden bombardér Boeing B-17. Nejzásadnější pomocí při vzniku izraelského letectva ale byla dodávka stíhacích letounů a další výzbroje z Československa, jejíž součástí byl i výcvik izraelských pilotů a dalšího personálu. Než se Československo přeorientovalo na podporu arabských zemí, prokázalo zásadní roli při obraně země. Nejdůležitější částí této pomoci bylo 25 kusů stíhaček Avia S-199 a 62 kusů Supermarine Spitfire LF Mk IXE. Letouny byly do země dopraveny přes Jugoslávii.
Poté, co nový stát uhájil svou existenci nastala konsolidace a vyzbrojení moderní technikou. V 50. letech se hlavním dodavatelem výzbroje Izraelského letectva stala Francie. Ze země byly například získány proudové stíhací a útočné letouny Dassault Ouragan, Dassault Mystère IV, Dassault Super Mystère B.2, dálkový stíhací letoun Sud Aviation Vautour a později především supermoderní stíhačky Dassault Mirage IIIC. Izraelské letectvo, vyzbrojené převážně francouzskou technikou se také stalo nejdůležitější silou v bojích během suezské krize.
Podpora ze strany Francie však ustala během šestidenní války, kdy země vyhlásila embargo na dodávky zbraní do Izraele. To vedlo mimo jiné k rozvoji kapacit domácího leteckého výrobce Israel Aircraft Industries, jenž zpočátku vyráběl letouny vycházející z francouzských vzorů a to dokonce i za cenu průmyslové špionáže. Izraelským tajným službám se totiž ve Švýcarsku podařilo získat kompletní plány nejmodernější varianty letounu Mirage IIIS, jenž byl po modifikaci v zemi vyráběn jako IAI Nešer.

### Šestidenní válka

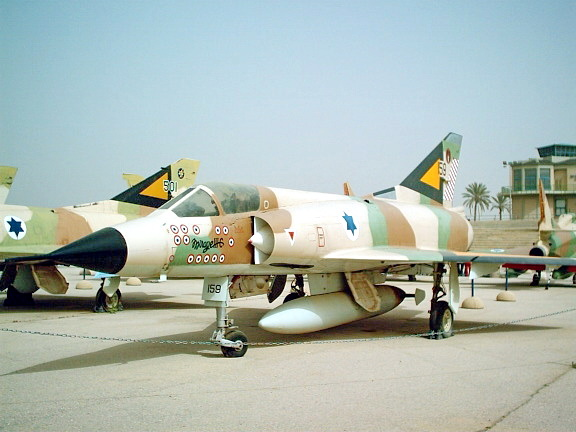
Mirage IIICJ

V polovině 60. let výrazně rostla síla letectev i armád okolních arabských zemí, jež podporoval Sovětský svaz. Československé letouny tentokrát výrazně posilovaly Egypt a Sýrii. Aby bylo dosaženo převahy ve vzduchu, byla zásadním prvkem šestidenní války operace Moked z 5. června 1967, velký letecký útok při kterém izraelské letectvo zničilo velkou většinu Egyptského, Syrského a Jordánského letectva. Za cenu 19 ztracených izraelských letounů bylo během náletů zničeno 338 egyptských, 61 syrských, 29 jordánských, 23 iráckých a 1 libanonské letadlo. Během zbytku války pak Chejl ha-avir udržoval leteckou nadvládu a podporoval pozemní jednotky.

### Opotřebovací válka

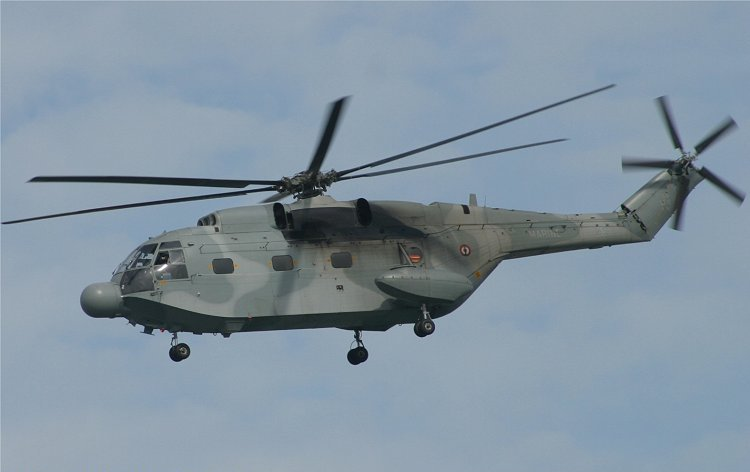
SA 321 Super Frelon „Cira“

Na šestidenní válku navázalo období potyček nazývané opotřebovací válka, během kterého se Chejl ha-avir podílel na vzdušných soubojích a bombardování strategických cílů (například stanovišť řízených střel vzduch-země). Například 11. září 1969 došlo k řadě vzdušných soubojů, ve kterých izraelské letouny sestřelily 12 egyptských letounů. Dne 26. září 1969 Chejl ha-avir provedl operaci Tarnegol 53, při které vrtulníky Aérospatiale Super Frelon a CH-53 Yas'ur dopravily do oblasti Suezského kanálu výsadkové komando, přepadly egyptskou radarovou stanici a odnesly z ní zpět celý moderní sovětský radar P-12. Vrtulník CH-53 tehdy nesl 4 tuny vážící těleso radaru zavěšené pod trupem. Dne 30. července 1970 izraelské letouny překvapily a sestřelily 5 egyptských MiGů-21.

### Jomkipurská válka

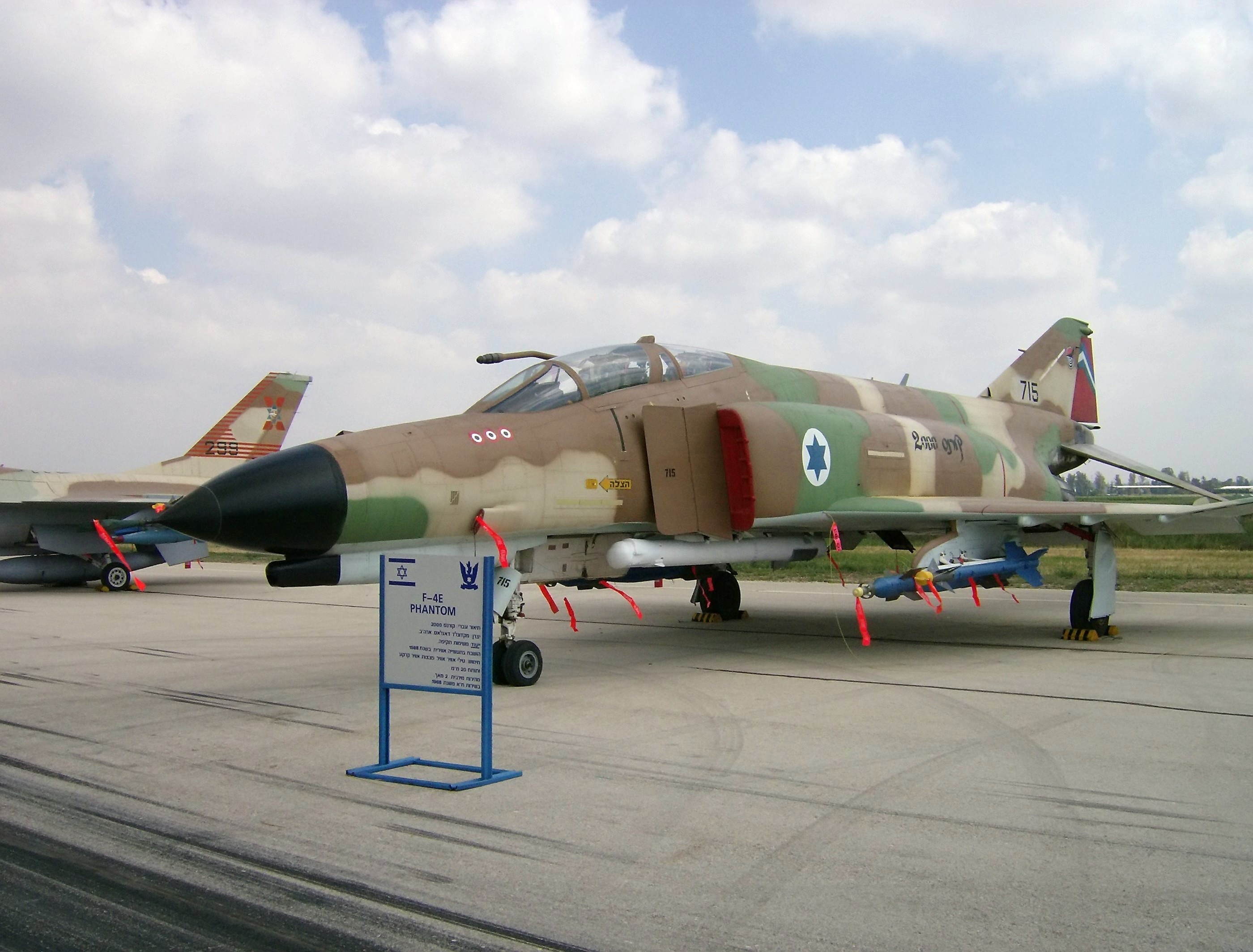
F-4E Phantom II „Kurnas“

Během jomkipurské války, v říjnu roku 1973, utrpělo izraelské letectvo velké ztráty od sovětských řízených střel země-vzduch, ale i tak se mu podařilo zkonsolidovat síly a podporovat operace Izraelské armády a bombardovat cíle v Sýrii a Egyptě. Helikoptéry se osvědčily při dopravě i evakuaci raněných. Zatímco Izrael ve válce ztratil 102 letounů, Egyptské letectvo ztratilo 235 a Syrské letectvo dalších 135. Jen během střetnutí dvojice izraelských letounů F-4 Phantom II s 28 egyptskými MiGy-17, dne 6. října 1973, se Izraelcům podařilo sestřelit 7 nepřátel.
V úvodních dnech války střežily Mirage IICJ izraelský vzdušný prostor, aby zabránily možným útokům na svá města a důležitá zařízení. Během jednoho takového hlídkování se stíhačce Mirage podařil kuriózní sestřel, kterým zničila raketu s plochou dráhou letu KSR-2, vypuštěnou z egyptského Tu-16. Třetí den války zaútočila na leteckou základnu Rafidim čtveřice egyptských Su-7. Letadlům Mirage se podařilo ze základny vzlétnout i přes probíhající útok a všechny čtyři egyptské stíhačky sestřelit. V průběhu celé války ztratilo izraelské letectvo jen 12 stíhaček Mirage. Izraelskému letectvu se však nepodařilo vybojovat vzdušnou nadvládu nad bojištěm.

### Doba růstu (1973–1982)
V době jomkipurské války se Izraeli podařilo získat rozsáhlou vojenskou pomoc z USA a i v dalších letech byla především zde získávána letecká výzbroj. Kromě letounů F-4 Phantom II či bitevních letounů Douglas A-4 Skyhawk, které na svých bedrech nesly už hlavní tíhu podpory pozemních sil v Jomkipurské válce, dostávalo Izraelské letectvo z USA další moderní typy, jako například stíhací letouny McDonnell Douglas F-15 Eagle a General Dynamics F-16 Fighting Falcon, letouny včasné výstrahy Grumman E-2 Hawkeye či bitevní vrtulníky Bell AH-1 Cobra a Hughes AH-64 Apache.
Izraelské letectvo také začalo provozovat bojové letouny domácího typu IAI Nešer a později zdokonaleného IAI Kfir, jenž byly odvozeny od francouzských stíhacích letounů Dassault Mirage 5, jejichž plány ve Švýcarsku získala izraelská tajná služba (původně bylo 50 kusů objednáno a zaplaceno, ale jejich dodání zabránilo embargo, vyhlášené Francií po začátku Jomkipurské války). Z této doby je známá také operace Entebbe z roku 1975, což byla mise na záchranu pasažérů civilního letounu, který byl unesen do Ugandy. Komando speciálních jednotek tam dopravily izraelské letouny Lockheed C-130 Hercules.
Další důležitou misí Izraelského letectva byla operace Opera, což bylo zničení rozestavěného iráckého jaderného reaktoru a ostatních jaderných zařízení, jež mimo jiné s francouzskou pomocí vznikaly v Osiraku. Dne 7. června 1981 odstartovalo osm letounů F-16A vyzbrojených pumami s eskortou šesti F-15A, jež po dlouhém přeletu nad územím Saúdské Arábie a Iráku tato jaderná zařízení zničila a irácký jaderný program vrátila o mnoho let zpět. Této akce se účastnil i pozdější první izraelský astronaut Ilan Ramon.

### První libanonská válka
V první libanonské válce izraelské letectvo bojovalo především proti Sýrii, které zničilo řadu stanovišť protiletadlových střel a bez vlastní ztráty sestřelilo 100 syrských letounů. I po skončení války letectvo napadalo pozice Hizballáhu v jižním Libanonu.

### Bombardování velení OOP
Dne 1. října 1985 provedlo izraelské letectvo operaci Dřevěná noha, což bylo bombardování sídla velení Organizace pro osvobození Palestiny v Tunisku v obci Hammam al-Shatt, jež se nachází poblíž hlavního města Tunis. Akce, které se účastnilo celkem osm letounů F-15 Eagle, byla při vzdálenosti cíle 2300 km nejdelší bojovou misí Chejl ha-avir v jeho historii. Během mise letouny doplňovaly palivo z tankerů Boeing 707. Sídlo velení organizace se podařilo zničit, ovšem Jásir Arafat vyvázl, jelikož se tam v době útoku nenacházel. Útok vyvolal kontroverzní reakce a byl odmítnut i Spojenými státy, jež byly jinak nejbližším izraelským spojencem.

### Operace Ovocný sad
6. září 2007 podniklo izraelské letectvo taktický letecký útok s kódovým označením operace Ovocný sad (hebrejsky: מבצע בוסתן‎, Mivca’ Bustan, anglicky: Operation Orchard) jehož cílem bylo zničení syrského jaderného reaktoru, který za pomoci Severní Koreje budoval.

### Současnost
Izrael v roce 2018 jako první země na světě nasadil do bojové mise letouny 5. generace F-35. Izraelské letectvo se významně podílelo na válce Izraele proti Hamásu a invaze do Libanonu proti ozbrojenému křídlu hnutí Hizballáh.

## Letecká flotila

### V současnosti provozovaná letadla
| Letadlo                               | Foto            | Země původu               | Úloha                                             | Verze           | Ve službě       | Poznámky              |
| Stíhací letadla                       | Stíhací letadla | Stíhací letadla           | Stíhací letadla                                   | Stíhací letadla | Stíhací letadla | Stíhací letadla       |
| ------------------------------------- | --------------- | ------------------------- | ------------------------------------------------- | --------------- | --------------- | --------------------- |
| McDonnell Douglas F-15 Eagle          |                 | USA                       | stíhačka k vybojování vzdušné nadvlády            | A/C/I           | 66              | Navíc 20 cvičných.    |
| General Dynamics F-16 Fighting Falcon |                 | USA                       | stíhačka k vybojování vzdušné nadvlády            | C/D/I           | 175             | Navíc 49 cvičných.    |
| Lockheed Martin F-35 Lightning II     |                 | USA                       | víceúčelové stíhací letadlo                       | F-35I           | 39              | 36 objednáno.         |
| Letadla speciálního určení            |                 |                           |                                                   |                 |                 |                       |
| G550 Nanchshon Aitam                  |                 | USA Izrael                | letadlo včasné výstrahy a řízení                  |                 | 2               | 1 letoun objednán.    |
| Beechcraft Super King Air             |                 | USA Izrael                | letadlo signálního a elektronického zpravodajství | B200            | 18              |                       |
| Gulfstream G550                       |                 | USA Izrael                | letadlo signálního zpravodajství                  |                 | 3               |                       |
| Tankovací letadla                     |                 |                           |                                                   |                 |                 |                       |
| KC707 Re'em                           |                 | USA                       | tankovací letadlo                                 |                 | 7               |                       |
| Boeing KC-46 Pegasus                  |                 | USA                       | tankovací letadlo                                 |                 | 0               | Objednáno až 8 kusů.  |
| Lockheed Martin KC-130                |                 | USA                       | tankovací letadlo                                 | KC-130H         | 7               |                       |
| Dopravní letadla                      |                 |                           |                                                   |                 |                 |                       |
| Beechcraft Super King Air             |                 | USA                       | taktické dopravní letadlo                         | B200            | 2               |                       |
| Lockheed C-130 Hercules               |                 | USA                       | taktické transportní letadlo                      | E/H             | 3               |                       |
| Lockheed Martin C-130J Super Hercules |                 | USA                       | letadlo pro osobní přepravu                       | C-130J-30       | 7               |                       |
| Vrtulníky                             |                 |                           |                                                   |                 |                 |                       |
| Bell 206                              |                 | USA Kanada                | víceúčelový vrtulník                              |                 | 4               |                       |
| AH-64                                 |                 | USA                       | útočný vrtulník                                   | A/D             | 26/22           |                       |
| Sikorsky UH-60 Black Hawk             |                 | USA                       | víceúčelový vrtulník                              | A/L             | 50              |                       |
| Sikorsky CH-53 Sea Stallion           |                 | USA                       | těžký transportní vrtulník                        | S-65C-3         | 22              | Objednáno až 18 kusů. |
| Eurocopter AS565 Panther              |                 | Francie                   | vrtulník pátrací a záchranné služby               |                 | 4               |                       |
| Cvičná letadla                        |                 |                           |                                                   |                 |                 |                       |
| Alenia Aermacchi M-346 Master         |                 | Itálie                    | cvičné letadlo                                    |                 | 30              |                       |
| Beechcraft T-6 Texan II               |                 | USA                       | cvičné letadlo                                    | T-6A            | 20              |                       |
| Grob G 120                            |                 | Německo                   | cvičné letadlo                                    | G 120A          | 16              |                       |
| Bell OH-58 Kiowa                      |                 | USA                       | cvičný vrtulník                                   |                 | 18              |                       |
| AgustaWestland AW119 Koala            |                 | Spojené království Itálie | cvičný vrtulník                                   |                 |                 | Objednáno až 12 kusů. |
| Bezpilotní letadla                    |                 |                           |                                                   |                 |                 |                       |
| IAI Heron                             |                 | Izrael                    | průzkumné letadlo                                 |                 | neznámy         |                       |
| IAI Heron TP                          |                 | Izrael                    | průzkumné letadlo                                 |                 | 8[zdroj?]       |                       |
| Elbit Hermes 450                      |                 | Izrael                    | průzkumné letadlo                                 |                 | neznámý         |                       |
| Elbit Hermes 900                      |                 | Izrael                    | průzkumné letadlo                                 |                 | 50[zdroj?]      |                       |

### V minulosti provozované letouny

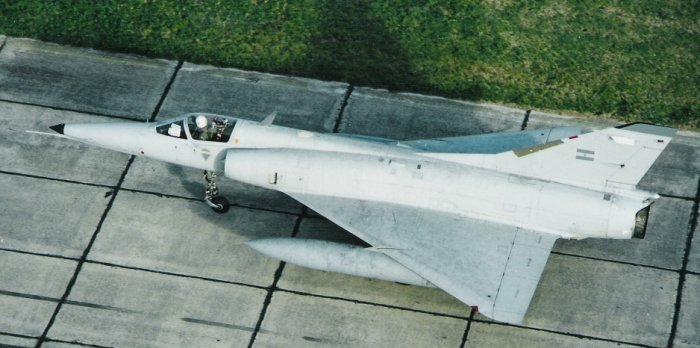
IAI Nešer

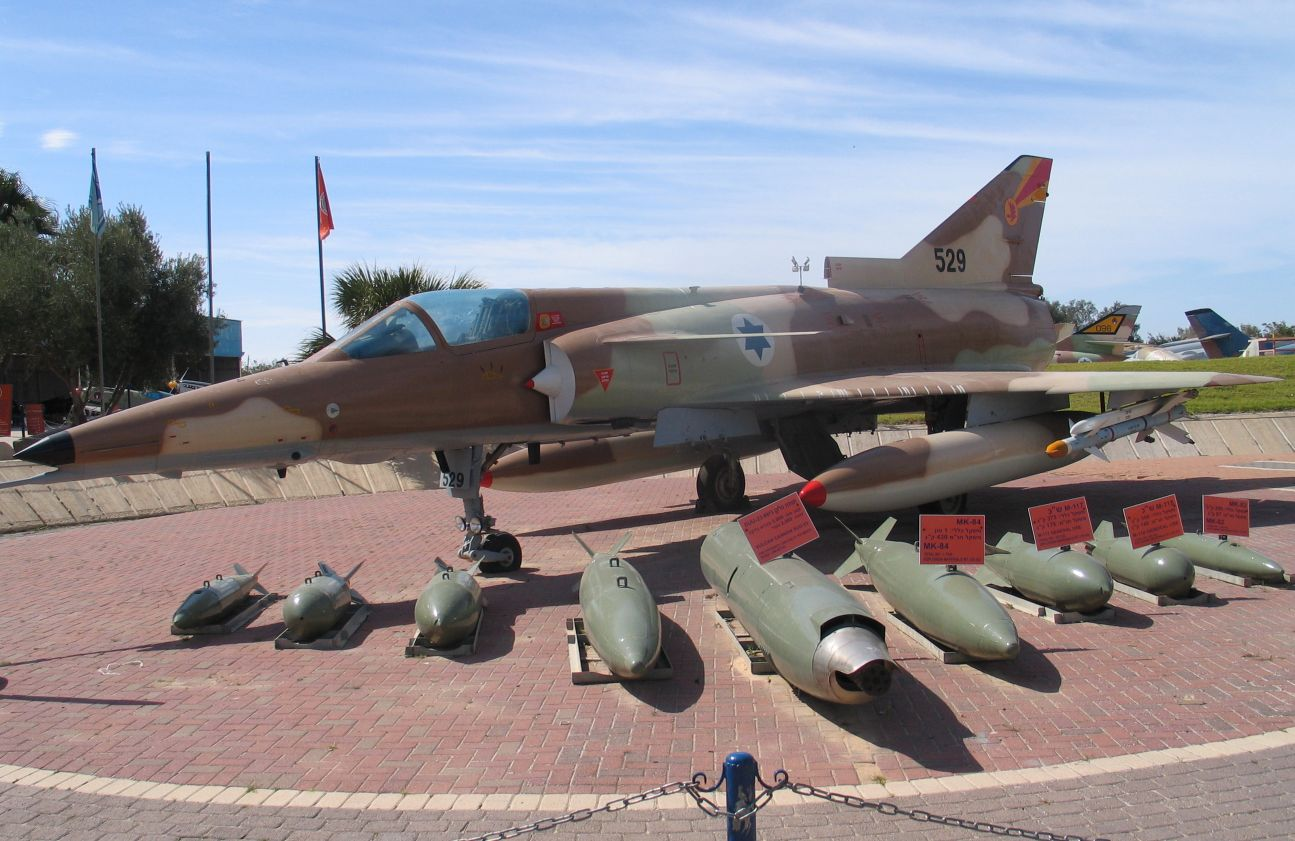
IAI Kfir

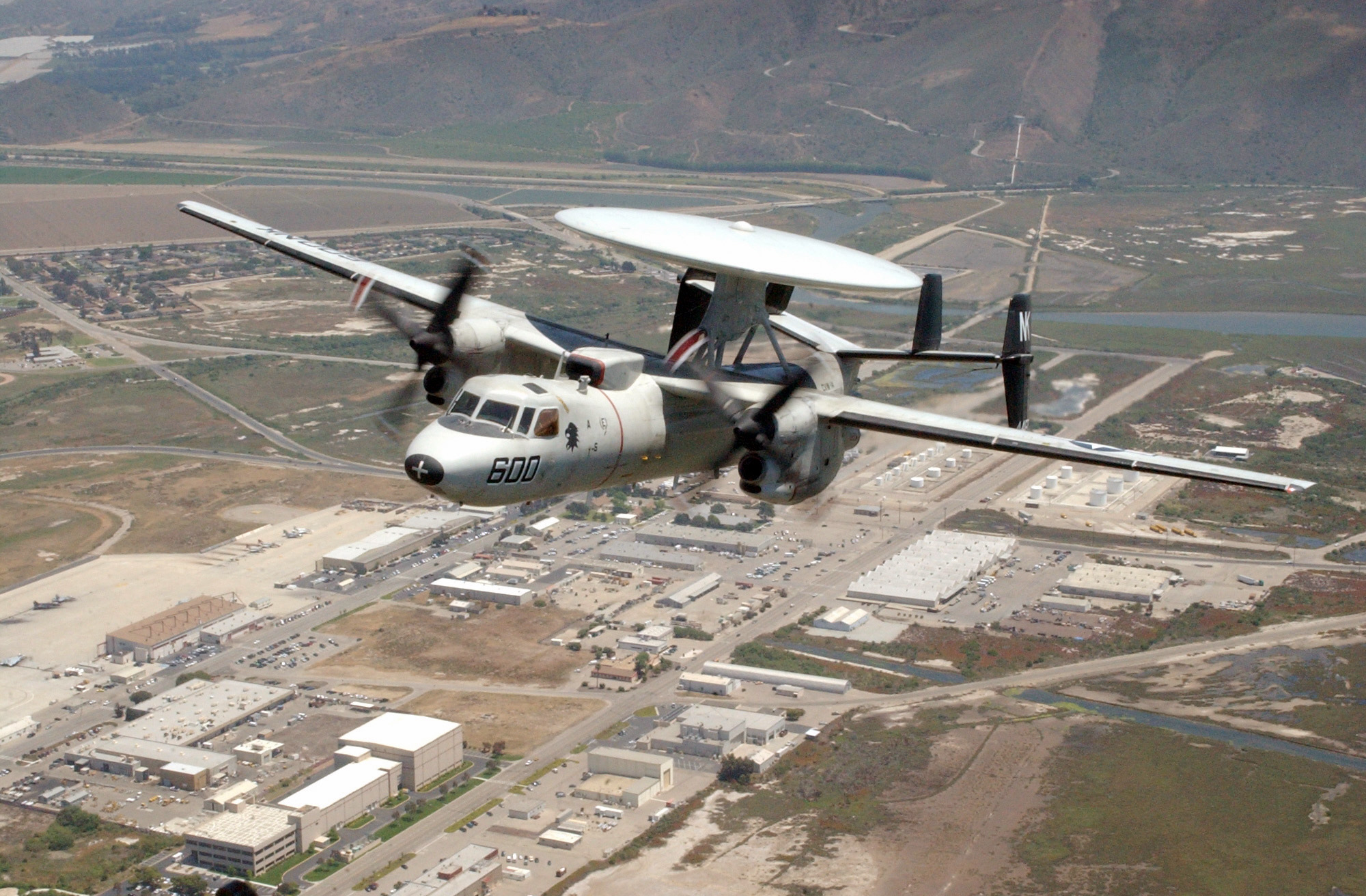
E-2C Hawkeye „Daja“

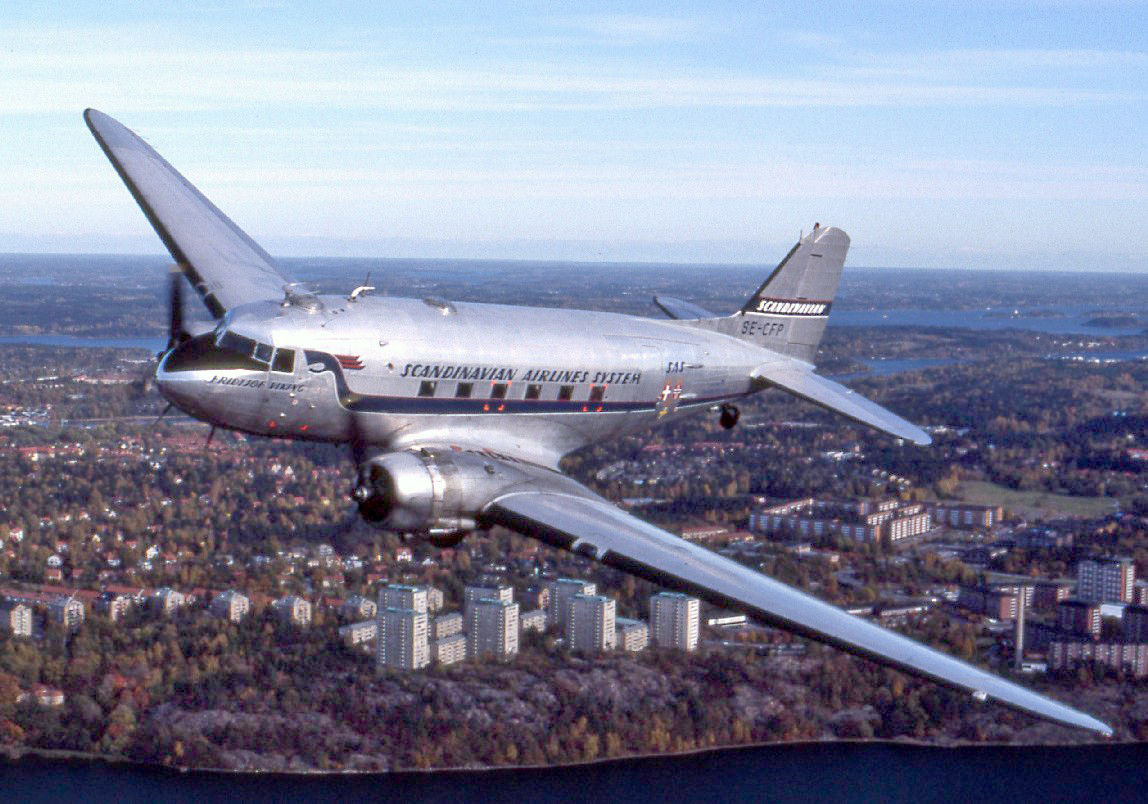
C-47 Dakota „Skytrain“

#### Stíhací/bombardovací
- Avia S-199
- Boeing B-17 Flying Fortress
- Bristol Beaufighter
- Dassault Mirage IIIC
- Dassault Mystère
- Dassault Ouragan
- Dassault Super Mystère B.2
- De Havilland Mosquito
- Douglas A-4 Skyhawk - "Ajít"
- Gloster Meteor
- Israel Aerospace Industries Kfir
- Israel Aerospace Industries Nešer
- Israel Aerospace Industries Lavi
- McDonnell F-4 Phantom II
- North American P-51 Mustang
- Sud Aviation Vautour
- Supermarine Spitfire

#### Víceúčelové
- Aérospatiale Socata Rallye
- Auster J-1 Autocrat - "Primus"
- B-80 Queen Air - "Zamir"
- De Havilland Dragon Rapide
- Dornier Do 27 - "Dror"
- Dornier Do 28 - "Agur"
- Grumman G-44 Widgeon
- Grumman OV-1 Mohawk - "Atalef" ("Netopýr")
- Miles M.57 Aerovan
- Noorduyn Norseman
- Nord 1200 Norécrin
- Nord Noratlas
- Pilatus Britten-Norman Islander
- PC-6A Turbo Porter
- Taylorcraft Taylorcraft B

#### Doprava/průzkum
- Boeing 377 Stratocruiser - "Anak" ("obr")
- Cessna 180 Skywagon
- Cessna Stationair
- Consolidated PBY-5A Catalina
- Curtiss C-46 Commando
- Douglas C-47 Skytrain
- Douglas C-54 Skymaster
- Douglas DC-5
- EL/M-2075 Phalcon
- Grumman E-2C Hawkeye - "Daja" ("Luňák")
- IAI Arava
- Lockheed L-18 Lodestar
- Lockheed Constellation
- Lockheed Hudson
- RWD-13
- RWD-15

#### Cvičné a lehké letouny
- Airspeed Consul
- Avro Anson
- Stearman PT-17 Kaydet
- de Havilland DH 82 Tiger Moth
- de Havilland Canada DHC-1 Chipmunk
- Fokker S-11 Instructor
- North American T-6 Texan
- Piaggio P.149D
- Piper PA-18 Super Cub
- Republic RC-3 Seabee
- Temco T-35 Buckaroo Buckaroo
- Vultee BT-13 Valiant

#### Helikoptéry
- Aérospatiale SA 321 Super Frelon - "Cir'a"
- Aérospatiale Alouette II
- Bell 47
- Bell 212 Twin Huey - "Anafa"
- Bell UH-1 Iroquois
- Hiller OH-23 Raven
- Hughes Defender - "Lahatut"
- Sikorsky CH-53 Sea Stallion - "Jas'ur"
- Sikorsky S-55 Chickasaw
- Sikorsky S-58 Choctaw

#### Ukořistěné typy
- Aérospatiale SA 342 Gazelle
- Beneš-Mráz Sokol
- de Havilland Vampire
- de Havilland Venom
- Fairchild Model 24
- MiG-15
- MiG-17
- MiG-21
- MiG-23
- Mil Mi-8
- Jakovlev Jak-11